# Фодор, Габор
Габор Фодор (венг. Fodor Gábor; род. 27 сентября 1962, Дьёндьёш, Хевеш) — венгерский юрист, политический и государственный деятель. Председатель «Союза свободных демократов» (SZDSZ) (2008—2009). Основатель и председатель (2013—2019) Венгерской либеральной партии.

## Биография
В 1988 году присоединился к «Фидес».
Фодор ушел в отставку из-за результатов выборов Европейского парламента в 2009 году в Венгрия. Фодор был министром просвещения в 1994—1995 годах и министром защиты окружающей среды и воды в 2007—2008 годах.
Он был избран на внутренних выборах SZDSZ на должность лидера партии в июне 2008 года с 346 голосами «за» и 344 «против». Эти выборы были незапланированными, вызванными проблемами вокруг проверки результата предыдущего голосования.
Он был членом-учредителем политической партии Fidesz (Венгерский Гражданский Союз), однако покинул её ряды в 1993 году. В 2013 году стал учредителем и первым председателем Венгерской либеральной партии.
В 2019 году ушёл из политики.